# Capră-neagră

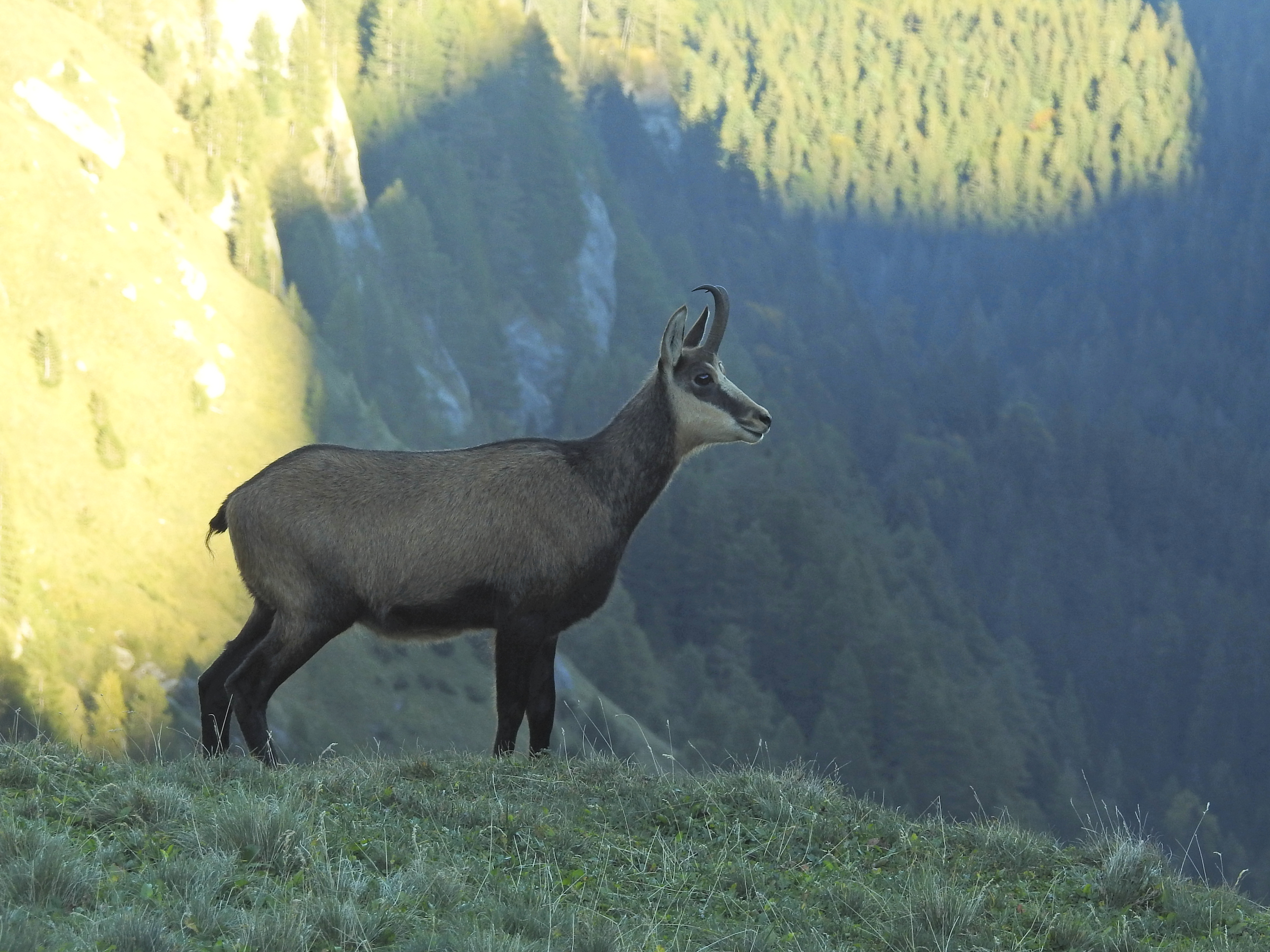
Capră neagră carpatină

Capra neagră (Rupicapra rupicapra) este un animal care face parte din familia Bovidae, subfamilia Caprinae. Ea este răspândită în regiunile muntoase din Europa și Asia Mică. Trăiește în grupuri de 15-30 de capre.

## Taxonomie
Se cunosc 7 subspecii ale speciei Rupicapra rupicapra: R. r. asiatica, R. r. balcanica, R. r. carpatica, R. r. cartusiana, R. r. caucasica, R. r. rupicapra și R. r. tatrica.

## Morfologie
Capra-neagră are o înălțime între  110 și 130 cm, are o coadă scurtă (maximum 7 cm), având înălțimea la greabăn de 75 cm, cântărind între 30 și 50 de kg. Are un corp relativ scund, picioare musculoase cu copită despicată, un gât relativ lung terminat cu un cap scurt prevăzut la ambele genuri cu două coarne inelate și încovoiate spre înapoi. În spatele coarnelor se găsesc două glande care secretă în perioada de împerechere un lichid cleios cu miros neplăcut. În timpul verii capra-neagră are o culoare spălăcită brun-roșcată, partea inferioară a corpului fiind alb-gălbui, având pe spate o dungă neagră. Iarna culoarea caprei este brun închis, brun negricios, fiind alb pe abdomen și picioare, capul fiind de culoare albă-gălbuie, pe creștet având o dungă de culoare închisă.

## Răspândire
Capra-neagră trăiește în regiunile înalte stâncoase din munții Alpi, regiunea Savoia (Italia, Elveția) până în sudul Franței, Pirinei, Dalmația, Grecia, iar spre nord până în Anatolia, munții Caucaz, munții Carpați (România), Steiermark (Austria), Tatra Mare (Slovacia), Schwarzwald (Germania).

## Mod de viață
Animalul trăiește în grupuri de 15 - 30 de capre formate din capre tinere și capre mame. Această structură socială se schimbă în funcție de  starea anotimpului. Vara un animal stă tot timpul de pază pentru a da la timp în caz de primejdie semnalul de alarmă. Iarna această supraveghere este mai puțin severă, grupurile conduse de un țap, putându-se amesteca între ele. În luna noiembrie este perioada de împerechere, ca la sfârșitul lunii mai să fie primele fătări de iezi care țin până la începutul lui iunie. Perioada de gestație la caprele-negre durează 6 luni, iezii devin maturi la vârsta de trei ani, iar o capră-neagră poate trăi între 15 și 20 de ani. Hrana lor constă din măceșe alpine, muguri și vlăstari de foioase sau conifere, frunze de plante diferite, iarna caprele consumă mușchi sau licheni. Pericolele la care sunt expuse caprele-negre sunt căderile de stânci, animalele de pradă ca râsul, lupul, ursul, vulturul.